# Fernando Primo de Rivera y Sobremonte

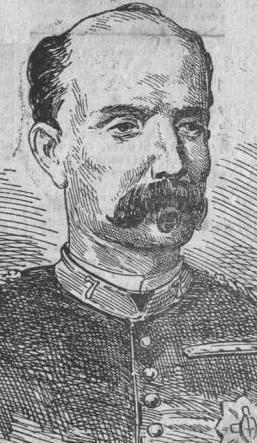
Fernando Primo de Rivera y Sobremonte, a la revista La Campana de Gracia de 28.3.1874

Fernando Primo de Rivera i Sobremonte (Sevilla, 21 de juliol de 1831 - Madrid, 23 de maig de 1921), primer marquès d'Estella i primer comte de San Fernando de la Unión, va ser un militar i polític espanyol, fill del destacat marí José Primo de Rivera i oncle del dictador Miguel Primo de Rivera.

## Biografia
El 1844 va ingressar al Col·legi General Militar i tres anys més tard es va llicenciar amb el grau de sotstinent. Va prendre part en els esdeveniments insurreccionals del 26 de març de 1848 a Madrid, on s'hi trobava destacat. També va prendre part en els successos del 7 de maig següent. Pel seu comportament distingit se li va concedir la Creu Llorejada de Sant Ferran i l'ascens a tinent.
En els anys següents es va dedicar a l'ensenyament militar al nou Col·legi d'Infanteria i va aconseguir el grau de comandant del regiment de Burgos. Quan el 22 de juny de 1866 va esclatar una nova insurrecció a Madrid va ser encarregat de sufocar-lo, cosa que va aconseguir amb èxit, raó per la qual va ser ascendit a tinent coronel. El 1867 va ser encarregat de perseguir el contraban al Camp de Gibraltar.
Quan a l'any següent va esclatar La Gloriosa es trobava a Granada, des d'on va partir al capdavant dels seus homes amb direcció a Antequera, on va aconseguir restablir la calma. Va partir immediatament a Granada, on també havia esclatat la revolució. Al desembre de 1868 va ser ascendit a coronel per la seva tasca en el manteniment de la pau i l'octubre de l'any següent va ser ascendit a brigadier. El 1872 se li va atorgar la Gran Creu d'Isabel la Catòlica en recompensa pels serveis prestats.
Va combatre durant la Tercera Guerra Carlina i després de la presa d'Estella Alfons XII d'Espanya li va concedir el títol de Marquès d'Estella. Fou nomenat capità general de les Filipines el 1895, càrrec que ja havia ocupat entre 1880 i 1883. Va aconseguir empènyer a les muntanyes les tropes d'Emilio Aguinaldo amb qui va signar el 1897 el Pacte de Biak-na-Bató pel qual l'insurgent filipí es comprometia a exiliar-se a Hong Kong. El 1898, durant la seva estada a les Filipines, li fou atorgada una nova Creu Llorejada de Sant Ferran. L'abril de 1898 seria rellevat en el càrrec i substituït per Basilio Augustín y Dávila.
Ministre interí de guerra en els inicis de la restauració (1874 i 1875); anys després va ocupar de manera oficial la cartera durant el segon govern d'Antoni Maura i Montaner el 1907 i amb Eduardo Dato e Iradier el 1917.
Va morir cap a les 2:30 AM del 23 de maig de 1921, al seu domicili del carrer de Serrano 25, a Madrid. Fou enterrat l'endemà a la Sacramental de San Isidro i hi assistiren personalitats com Antoni Maura, el Comte de Romanones, Valerià Weyler, Joaquim Milans del Bosch i Carrió, José Bascarán y Federic, el seu nebot Miguel Primo de Rivera, Diego Arias de Miranda y Goytia o Manuel de Burgos y Mazo.